# Mefisto (divadelní hra)

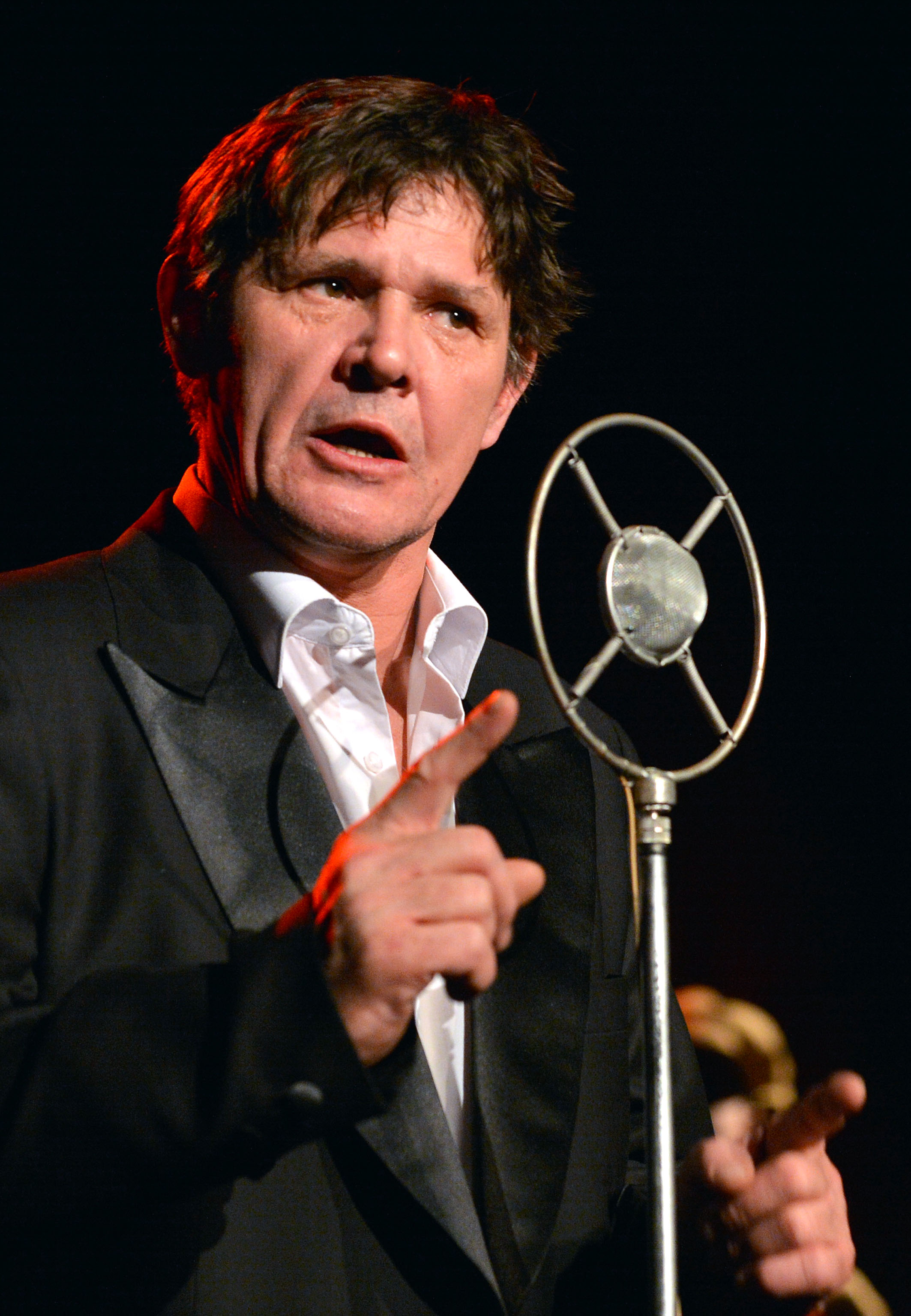
Martin Havelka jako Hendrik Höfgen

Mefisto je divadelní hra na motivy románu Mefisto (1936), který napsal německý autor Klaus Mann. Pro divadlo upravila román Francouzka Ariane Mnouchkinová.

## Děj
Začínající herec Hendrik Höfgen pochází z maloměsta a touží po slávě a obdivu. Jeho první angažmá je v Hamburském Uměleckém Divadle. Tam se stane velmi oblíbeným, avšak ke svým kolegům se chová hodně povýšeně – a to zejména k Hansu Miklasovi, který je členem NSDAP. Höfgen zavrhuje nacisty, silně se přiklání k bolševickým názorům. Höfgen žije divadlem a nejen jím, ale i Juliettou, černošskou tanečnicí a prostitutkou, s kterou pravidelně pořádá zvrhlé hodiny tance.
Jednou se Höfgen pohádá s Miklasem kvůli herečce Lottě Lindenthalové, kterou nazve Hendrik „blbou krávou“. Miklas se jí zastává, to se Höfgenovi nelíbí a vymůže si u ředitele divadla Krogeho jeho vyhazov. V Hamburském divadle hostuje Nicoletta von Niebuhrová, přes kterou se Höfgen seznámí s Barbarou Brucknerovou. S tou se zasnoubí a později si jí i vezme, nedá se však říci, že by ji skutečně miloval, spíše to dělá kvůli své kariéře. I v manželství totiž udržuje vztah se svou princeznou Tebab, jak přezdívá Juliettě. Vliv otce Barbary mu zajistí hostování ve Vídni. Tam se seznamuje s Dorou Martinovou, hereckou hvězdou celého Německa. Ve své roli ale úplně pohoří, přesto díky přímluvám Dory, svého tchána a ředitele vídeňského divadla dostane místo v Berlíně.
V hlavním městě musí Höfgen začít od nuly. Svou posedlostí divadlem a touhou po slávě se rychle vypracuje na vrchol, je velmi populární zejména díky roli Mefistofela v Goethově Faustovi. V této roli dosahuje velkého úspěchu, protože Mefista nehraje, on jím skutečně je. Natáčí také filmy. Přes neustálou práci si ani nevšimne, že nacistická hrozba se pomalu ale jistě blíží. Zrovna když natáčí další film, tentokrát ve Španělsku, nacisté vyhrávají volby. Höfgena to zaskočí, bojí se návratu domů, uvažuje, že by zůstal v Paříži. Dostává dopis od bývalé kolegyně Angeliky Siebertové, v němž píše, že se seznámila s manželkou ministerského předsedy a generála letectva, Lottou Lindenthalovou, která se za Höfgena u svého manžela přimluví. Hendrik Höfgen, do té doby zarytý komunista, se vrací zpět do Berlína, aby se stal slavným. Co na tom, že díky nacistům…
Barbara zůstává v Paříži a zapojuje se do antifašistického boje. Höfgen se sbližuje s Nicolettou von Niebuhrovou, kterou si později vezme za ženu. Ne kvůli lásce, spíše je spojuje stejný osud, i ona se vrací dobrovolně do Německa. Lotta Lindenthalová si Hendrika hned zamiluje, stejně tak jako generál letectva. V čele Státní činohry stojí Caesar von Munck, jehož hry byly Höfgenovi v dřívějších dobách úplně cizí, ale co neudělá pro slávu… Na repertoáru se má opět objevit i Faust a s Höfgenem coby Mefistofelem se však nepočítá. Lotta a její manžel to zařídí a Hendrik může zase excelovat. Generál letectva je Höfgenem přímo posedlý, dokonce mu odpouští i jeho bolševickou minulost a černošku Juliettu. S tou se nadále stýká, a když se to dozví generál, doporučí mu, aby odjela ze země. Höfgen tráví s generálem stále více času, dokonce si může dovolit přimluvit se za svého někdejšího přítele Ottu Ulrichse, který je vězněn kvůli tomu, že patří ke komunistům. Zajistí mu angažmá u Státní činohry. Hendrik Höfgen vystoupá až na samotný vrchol – stává se ředitelem Státní činohry. Mezitím Hans Miklas zjišťuje, že vláda nacistů nebude taková, jakou si ji představoval a začne proti nim bojovat. Jednoho dne přijíždí do divadla gestapo, které Miklase v lese zastřelí. Miklas není jediný, na koho si gestapo posvítí. K smrti umučí i Ottu Ulrichse, protože i nadále sympatizuje s levicí. Hendrik Höfgen si až po jeho smrti uvědomuje, co udělal. Nemá nikoho. Barbara, Julietta, Otto – ty všechny ztratil. Zůstala mu jen hořká pachuť slávy a úspěchu, toho všeho dosál díky těm, proti kterým na začátku tak bojoval. Co by však po něm lidé mohli chtít? Vždyť je jen docela obyčejný komediant.

## České nastudování

### První verze Divadla na Vinohradech a nastudování v Hradci Králové
Tento titul pod názvem Urmefisto nastudovalo již roku 1987 Divadlo na Vinohradech v úpravě Jana Vedrala v hlavní roli s Viktorem Preissem. Další zpracování přišlo o dvacet let později, tedy roku 2007, kdy Mefista přineslo Klicperovo divadlo v Hradci Králové, v hlavní roli s Ondřejem Malým. V roli exotické tanečnice se objevila Lejla Abbasová.

### Provedení Divadla pod Palmovkou
Další divadlo, které se pustilo do Mefista, bylo Divadlo pod Palmovkou. V roce 2010 se v hlavní roli Hendrika Höfgena objevil Jiří Langmajer. V dalších rolích se představili, např. Klára Issová a Zuzana Slavíková. Hru režíroval Emil Horváth, který vycházel z divadelní adaptace Ariany Mnouchkinové. Inscenační úpravy a dramaturgie se chopil Ladislav Stýblo. Ohlasy na toto provedení jsou různé. Josef Mlejnek z novin Mladá fronta DNES hodnotí hru na 80 %. Vyzdvihl Langmajerův výkon jako jeho životní roli. Naopak v Lidových novinách Jakub Škorpil označil Langmajerova Höfgena jako „čertíka z krabičky“. Podle něho se z inscenace ztrácí napětí, jakékoli jiné emoce a především drama. Divadlo má tuto hru stále na repertoáru.

### Hra ve Východočeském divadle v Pardubicích
Do Mefista se o rok později, tedy v roce 2011, pustilo i Východočeské divadlo Pardubice. Režie se ujal Petr Kracik a dramaturgem byl opět Ladislav Stýblo. Jako Hendrik Höfgen se divákům představil Ladislav Špiner, za kterého byl herec nominován na Cenu Thálie. V dalších rolích se hráli Martina Sikorová, Josef Pejchal nebo Jan Musil. Představení mělo derniéru 27. října 2012. Kritika na toto zpracování Mannova románu byla pozitivní, kritik J.P Kříz z Práva, vyzdvihuje Kracikovu režii, kterou považuje za lepší než tu od Petra Štindla z roku 2007 v Pardubicích. Celkově ohodnotil hru na 80 %.

### Městské divadlo Brno
Roku 2013 nastudovalo Mefista Městské divadlo Brno. Na režisérském postu stanul, stejně jako v Pardubicích, Petr Kracik, který pokračuje ve své tvorbě s dramaturgem Ladislavem Stýblou. Podle Stýbla tentokrát opustili verzi francouzské divadelní experimentátorky Ariane Mnouchkineové, vrátili do hry některé postavy a situace obměnili. Podle Kracika není ve hře řešen nacismus jako takový, ale hlavně odpovědnost umělce. A onoho umělce ztvárnil Martin Havelka. Divadelní jeviště zinscenoval Jaroslav Milfajt, který se snažil použít co nejméně rekvizit. Kritik Jiří Pavel Kříž ohodnotit tuto inscenaci na 65 %. Havelkova Höfgena označil nejistým, a to zejména proto, že je Havelka spíše herec komediálních rolí.
| „                       | Scény jsou kontaktní, odehrávají se více méně v posteli. | “ |
| — Martin Havelka (2013) |                                                          |   |

Celkově trvá představení 2 hodiny a 50 minut včetně jedné dvacetiminutové přestávky. Většina rolí je bez alternace, až na roli Hanse Miklase.
| Martin Havelka                 | Hendrik Höfgen           |
| Lenka Janíková                 | Barbara Brucknerová      |
| Vojtěch Blahuta                | Sebastien Bruckner       |
| Evelína Studénková             | Nicoletta von Niebuhrová |
| Lucie Zedníčková               | Dona Martinová           |
| Hana Štěpánová                 | Julietta                 |
| Miloslav Čížek                 | Oskar H. Kroge           |
| Miroslava Kolářová             | Heda Herzfeldová         |
| Milan Němec nebo Igor Ondříček | Hans Miklas              |
| Michal Isteník                 | Otto Ulrichs             |
| Viktor Skála                   | Generál                  |
| Pavla Vitázková                | Lotte Lindenthalová      |
| Ladislav Kolář                 | Theophile Marder         |
| Jan Mazák                      | Cäsar von Muck           |
| Eva Jelínková                  | paní Efeuová             |
| Zdeněk Bureš                   | pan Knurr                |